# Maximilian Messmacher

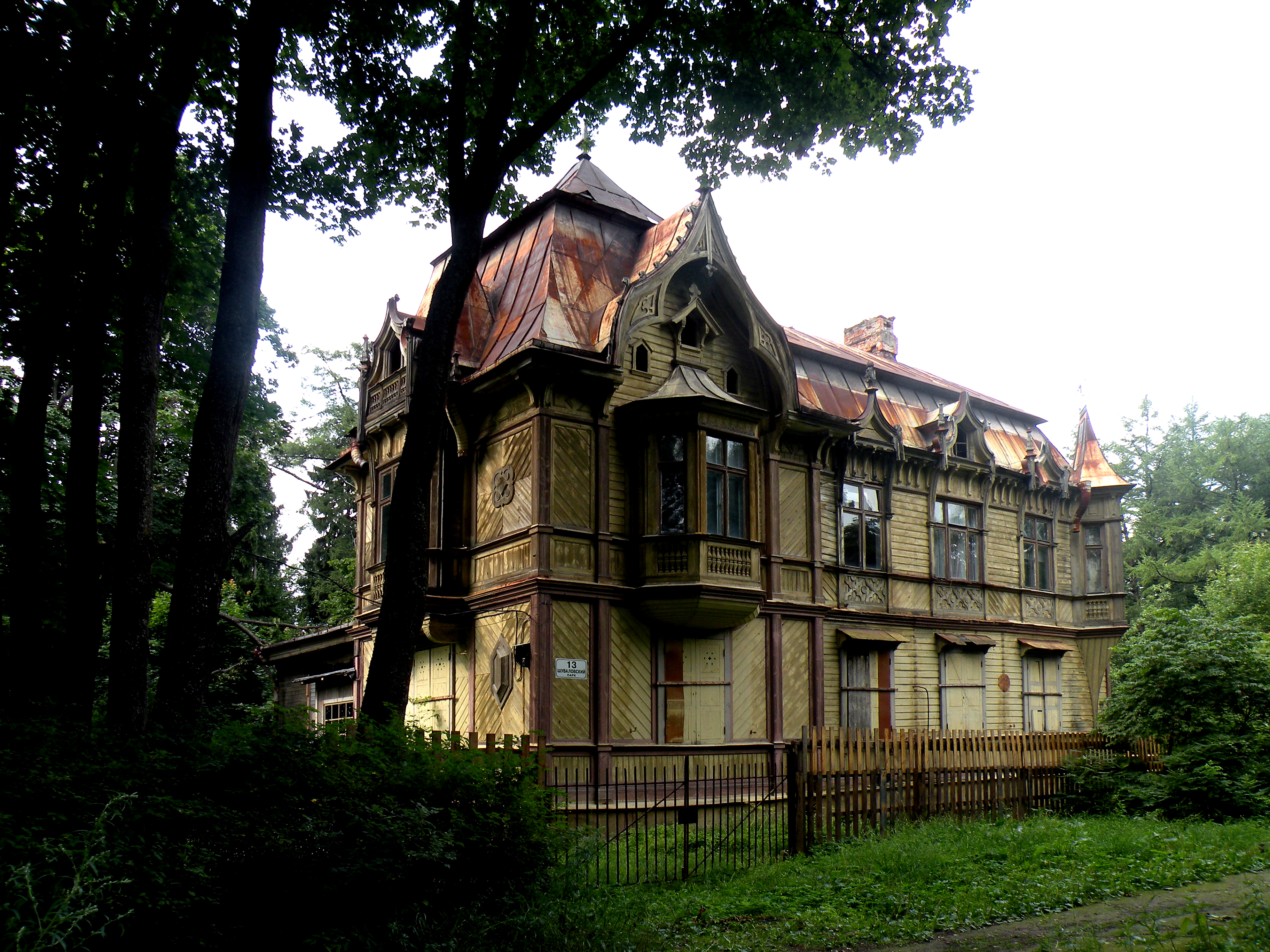
Messmachers Haus in Pargolovo

Maximilian Messmacher, auch Maximilian von Messmacher, Meßmacher, russisch Максимилиан Егорович Месмахер (* 21. März 1842 in Sankt Petersburg; † 4. September 1906 in Dresden) war ein deutsch-russischer Architekt. Zu seinen Werken zählen Paläste, öffentliche Bauten und Kirchen.

## Leben
Maximilian Messmacher stammte aus einer deutsch-baltischen Familie. Er war ein Sohn von Johann Georg Mesmacher († 19. Dezember 1867), der aus Reval gekommen war und in St. Petersburg als Sattlermeister und Wagenbauer arbeitete, und seiner Frau Dorothea Charlotte, geb. Schmieling († 24. Oktober 1901).
Er besuchte die Zeichenschule der Gesellschaft zur Förderung der Künste in Sankt Petersburg und dann die Kaiserliche Kunstakademie. Bei seiner Graduierung 1866 erhielt er eine Goldmedaille für seine Abschlussarbeit. Mit einem Stipendium der Akademie bereiste er Italien und zahlreiche Altstädte in Russland. Ein Produkt der Reisen war eine Serie von 200 Aquarellen, die in der Eremitage aufbewahrt werden. Ab 1872 erhielt er den Titel Akademiker der Architektur.
Zusammen mit Wiktor Kossow (russisch Виктор Александрович Коссов) arbeitete er an der Restaurierung des antiken Theaters von Taormina und zeichnete die Pläne dafür. Für diese Arbeiten erhielt er 1873 ein Diplom in Architektur.
1874 wurde er zum Professor an der Zeichenschule der Gesellschaft zur Förderung der Künste in Sankt Petersburg berufen, wo er Kunstmalerei, Industriemalerei und Kunstgeschichte lehrte. Von 1877 bis 1879 arbeitete er mit A. Schambacher an der Rekonstruktion des Schulgebäudes.
1879 wurde er Direktor der von Alexander von Stieglitz gegründeten technischen Zeichenschule. Hier erwarb er sich große Verdienste bei der Erstellung eines Lehrplans, der vorbildlich wurde.

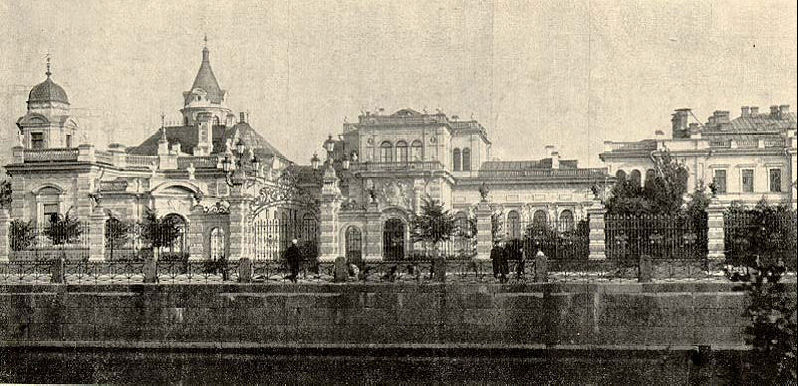
Palast des Großfürsten Alexei Alexandrowitsch Romanow

Messmachers wichtigste Werke jedoch lagen auf dem Gebiet der Architektur und der Innendekoration. Er gestaltete die Paläste mehrerer Angehöriger des Zarenhauses sowie zahlreiche Herrenhäuser und Adelspalais. Messmachers Hauptwerke in St. Petersburg sind: die Paläste der Großfürsten Alexei Alexandrowitsch Romanow und Michail Michailowitsch Romanow, die Innendekoration der Paläste von Wladimir Alexandrowitsch Romanow (Wladimir-Palast), Pawel Alexandrowitsch Romanow sowie des Anitschkow-Palais. Für den Massandra-Palast von Zar Alexander III. auf der Krim lieferte Messmacher die Pläne.
Sein Stil war dabei im Wesentlichen von Historismus und Eklektizismus geprägt. Er verwendete eine Vielzahl von verschiedenen Stilelementen und dekorative Formen an Fassaden und bei der Innengestaltung.
Neben Palästen arbeitete er an mehreren Kirchen. Er war verantwortlich für die Restaurierung der Isaakskathedrale und wurde 1882 zum Chef-Architekten der Kirche ernannt. Messmachers letzte Arbeit in St. Petersburg war die Neugestaltung des Innenraums der lutherischen Sankt-Petri-Kirche auf dem Newski-Prospekt in den Jahren 1895 bis 1897.
Seit 1893 war er verheiratet mit Warwara (Barbara), geb. André (1865–1918), seiner ehemaligen Studentin und Kunsttöpferin.
1897 verließ Messmacher mit seiner Familie Russland und zog nach Loschwitz bei Dresden. Hier ließ er sich, gemeinsam mit seinem Bruder Georg, von Georg Schramm die Villa Meßmacher errichten.
Er wurde auf dem Johannisfriedhof in Tolkewitz beigesetzt, wo sein Grabmal bis heute erhalten ist.

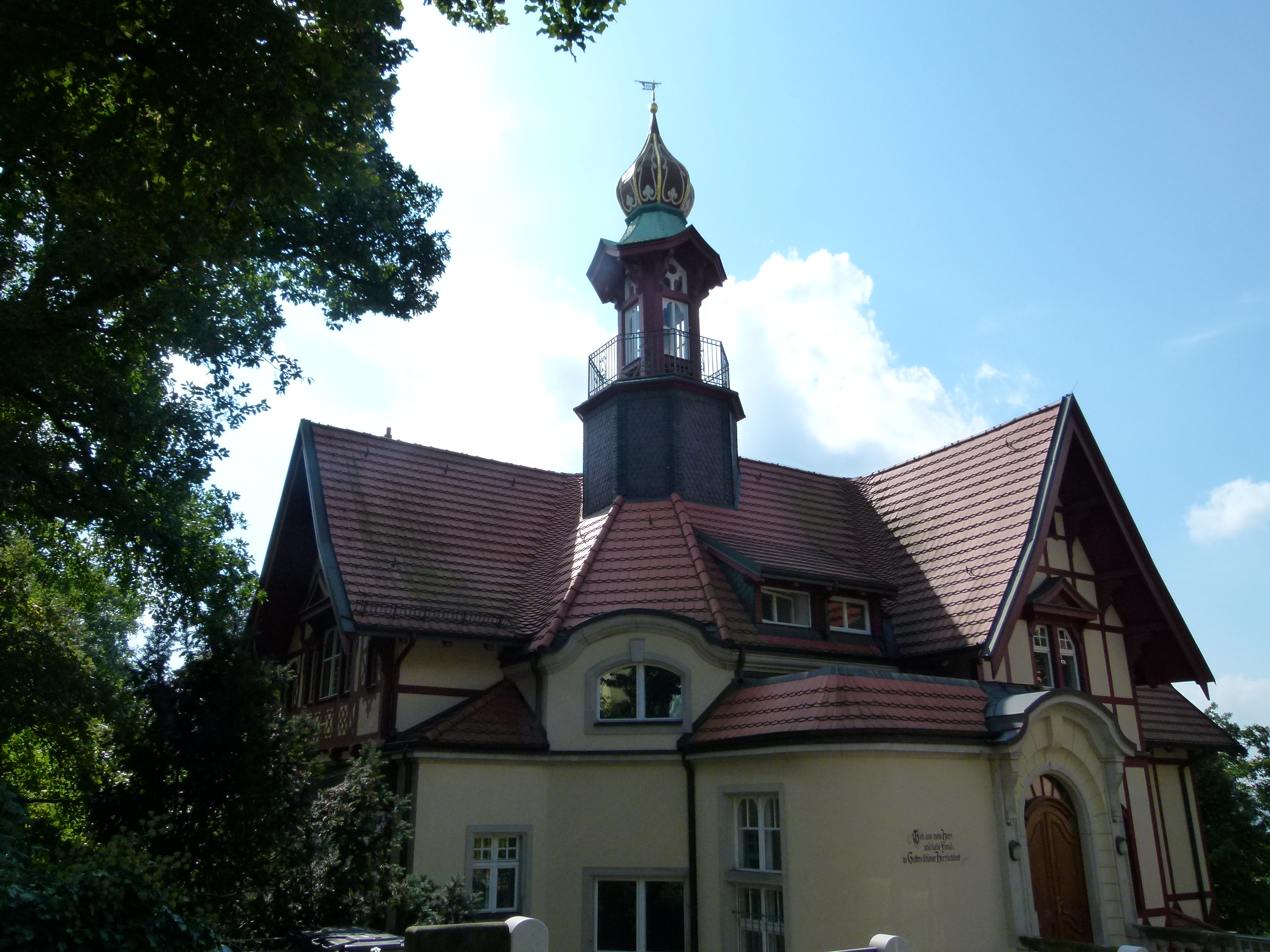
Villa Messmacher
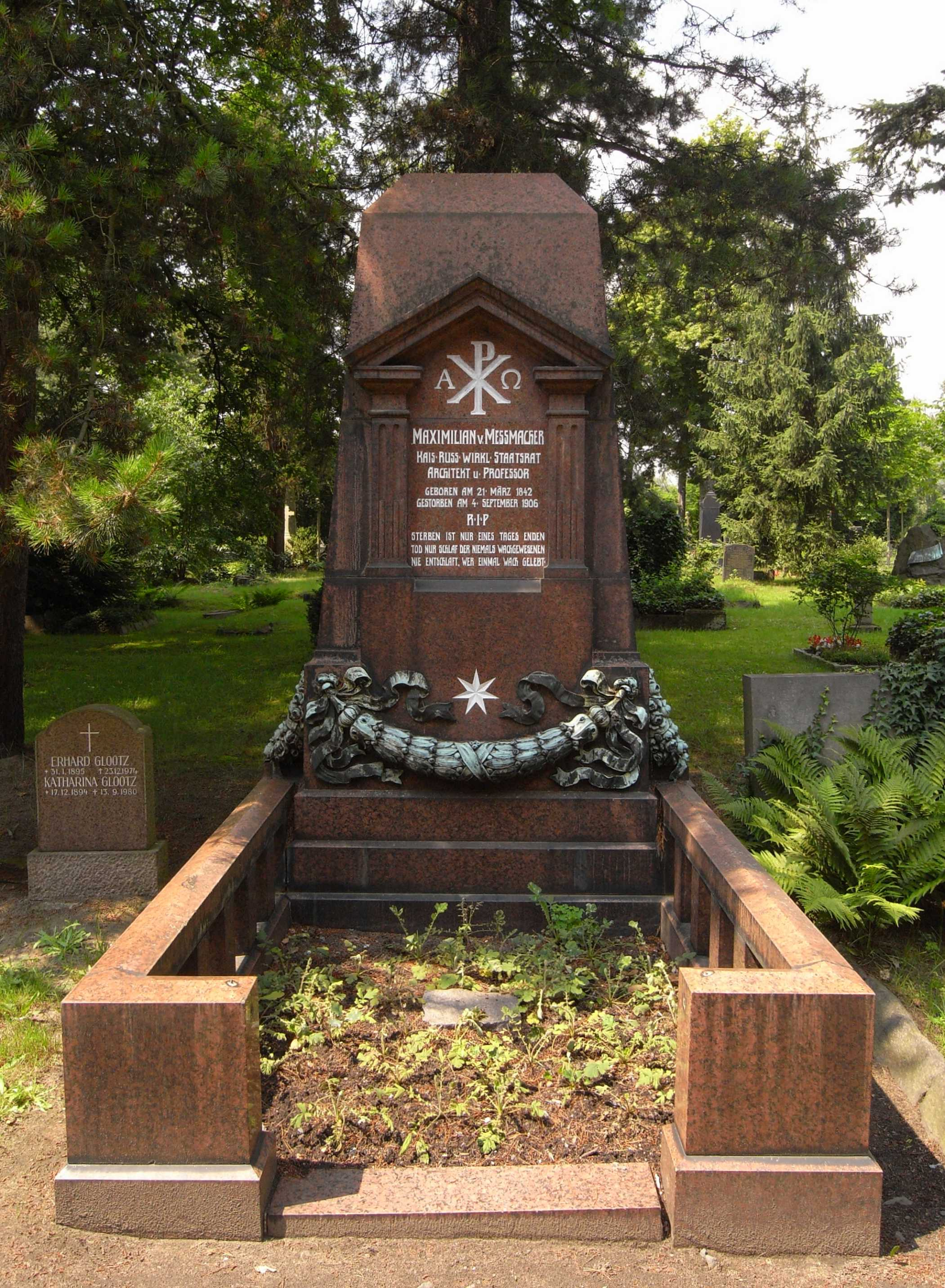
Grabstelle

## Werke
- 1873/74: Innendekoration des Hauses von W.F. Gagarin, Bolschaja Morskaja uliza Nr. 45
- 1873–1875: Ikonostase der Auferstehungskathedrale im Smolny-Institut (nicht erhalten)
- 1876–1879: St. Cosmas und Damian-Kirche beim Garde-Bataillon, Kirotschnaja uliza. Nr. 28a (nicht erhalten)
- 1877/78: Erneuerung des Schulgebäudes der Zeichenschule der Gesellschaft zur Förderung der Künste, Bolschaja Morskaja uliza Nr. 38
- 1877–1888: Restaurierung der Isaakskathedrale
- 1878/79: Ausmalung der Privatkapelle von A.D. Stroganow, Tschaikowskaja uliza Nr. 11
- 1882–1885: Innendekoration des Wladimir-Palasts, Schlossufer Nr. 26
- 1882–1885: Palast von Alexei Alexandrowitsch Romanow, Moika-Ufer Nr. 122
- Archivgebäude des Staatsrates, Millionnaja uliza Nr. 36
- 1885–1886: Gebäude der Stieglitzschen Zeichenschule, Soljanoi pereulok Nr. 13
- 1885–1888: Palast von Michail Michailowitsch Romanow, Admiralitätsufer Nr. 8
- 1885–1896: Gebäude für das Museum für Angewandte Kunst bei der Kunstgewerbe-Akademie (Stieglitz-Museum), Soljanoi pereulok Nr. 15
- 1886–1887: Innendekoration im Anitschkow-Palais, Newski Prospekt Nr. 39 (nicht erhalten)
- 1887: Manege und Ställe für N.M. Polowzowa am Ufer des Krjukow Kanals Nr. 12
- 1888–1892: Innendekoration des Palastes von Pawel Alexandrowitsch Romanow, Anglijskaja Nabereschnaja Nr. 68
- 1888–1892: Innendekoration des Palastes von Wladimir Alexandrowitsch Romanow
- 1888–1892: Innendekoration des Palais von Alexander Alexandrowitsch Polowzow, Bolschaja Morskaja uliza Nr. 52
- 1892–1900: Massandra-Palast auf der Krim
- 1896–1899: Innengestaltung der lutherischen Sankt-Petri-Kirche, Newski-Prospekt Nr. 22–24

## Ehrungen
- Titel Wirklicher Staatsrat (siehe Rangtabelle)